# Парадокс Клейна

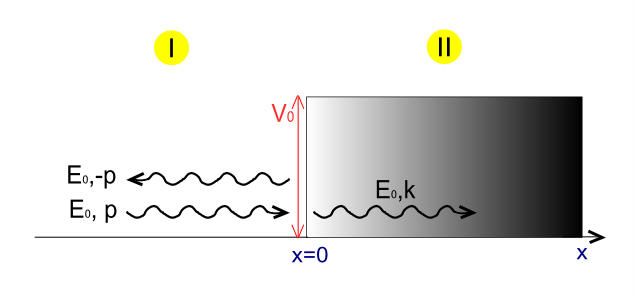
Схема проходження частинкою бар'єру:
утворюється античастинка до- та частинка поза бар'єром. Античастинка анігіліює з частинкою до бар'єру, в підсумку залишається лише частинка за бар'єром.

Парадокс Клейна — фізичне явище, що проявляється при квантовому тунелюванні крізь потенціальний бар'єр. Релятивістська частинка з ймовірністю що прямує до одиниці здатна просочуватися навіть крізь бар'єр, що перевищує більше аніж удвічі її масу спокою, тобто навіть нескінченно потужний бар'єр є практично прозорим для релятивістської частинки. В той час як для нерелятивістських частинок подібна ймовірність дуже низька.
Виявлено в 1929 шведським фізиком Оскаром Клейном, коли він застосував рівняння Дірака щодо розсіювання електронів крізь потенціальний бар'єр.